# Cletocythereis rastromarginata
Cletocythereis rastromarginata är en kräftdjursart som först beskrevs av Brady 1880.  Cletocythereis rastromarginata ingår i släktet Cletocythereis och familjen Trachyleberididae. Inga underarter finns listade i Catalogue of Life.